# Municipio de Tanberg
El municipio de Tanberg (en inglés: Tanberg Township) es un municipio ubicado en el condado de Wilkin en el estado estadounidense de Minnesota. En el año 2010 tenía una población de 69 habitantes y una densidad poblacional de 0,77 personas por km².

## Geografía
El municipio de Tanberg se encuentra ubicado en las coordenadas 46°30′3″N 96°20′36″O / 46.50083, -96.34333. Según la Oficina del Censo de los Estados Unidos, el municipio tiene una superficie total de 89.58 km², de la cual 89,58 km² corresponden a tierra firme y (0 %) 0 km² es agua.

## Demografía
Según el censo de 2010, había 69 personas residiendo en el municipio de Tanberg. La densidad de población era de 0,77 hab./km². De los 69 habitantes, el municipio de Tanberg estaba compuesto por el 98,55 % blancos, el 1,45 % eran afroamericanos. Del total de la población el 0 % eran hispanos o latinos de cualquier raza.